# Lachesilla quercus
Espèce
Synonymes
- Pterodela quercus Kolbe, 1880[1]

Lachesilla quercus est une espèce d'insectes de la famille des Lachesillidae et de l'ordre des psocoptères.
C'est l'une des espèces les plus communes du genre Lachesilla en Europe centrale, facile à trouver sur la végétation arbustive par battage entre juin et octobre (en particulier dans les feuilles sèches des branches cassées sur l'arbre et laissées en place),.

## Systématique
L'espèce Lachesilla quercus a été initialement décrite en 1880 par l'entomologiste allemand Hermann Julius Kolbe (1855-1939) sous le protonyme de Pterodela quercus.